# Phoenicurusia transcaucasicus
Phoenicurusia transcaucasicus är en fjärilsart som beskrevs av Miller 1923. Phoenicurusia transcaucasicus ingår i släktet Phoenicurusia och familjen juvelvingar. Inga underarter finns listade i Catalogue of Life.